# Izumi (Kagoshima)
Izumi (出水市, Izumi-shi) é uma cidade na prefeitura de Kagoshima, na ilha de Kyushu, Japão.
Em 2003 a cidade tinha uma população estimada em 39 190 habitantes e uma densidade populacional de 171,65 h/km². Tem uma área total de 228,31 km².
Recebeu o estatuto de cidade a 1 de Abril de 1954.